# Barnsley F.C. mùa giải 2020-21
Mùa giải 2020-21 là mùa giải thứ 134 của Câu lạc bộ bóng đá Barnsley và mùa giải thứ hai liên tiếp ở hạng đấu cao thứ hai của bóng đá Anh. Ngoài giải quốc gia, Barnsley cũng tham gia Cúp FA, và Cúp EFL.

## Đội hình
Tính đến 18 tháng 1 năm 2021
Note: Cờ biểu thị đội tuyển quốc gia như đã được định nghĩa trong Quy tắc đủ điều kiện của FIFA. Cầu thủ có thể có nhiều hơn một quốc tịch không thuộc FIFA.
| Số          | Tên                   | Q.tịchend              | Vị trí   | Ngày sinh (Tuổi)  | Số trận | Bàn thắng | Năm kí hợp đồng | Kí hợp đồng từ       | Phí chuyển nhượng | Kết thúc      |
| Thủ môn     | Thủ môn               | Thủ môn                | Thủ môn  | Thủ môn           | Thủ môn | Thủ môn   | Thủ môn         | Thủ môn              | Thủ môn           | Thủ môn       |
| ----------- | --------------------- | ---------------------- | -------- | ----------------- | ------- | --------- | --------------- | -------------------- | ----------------- | ------------- |
| 1           | Jack Walton           | Anh                    | GK       | 23 tháng 4, 1998  | 43      | 0         | 2015            | Học viện             | Thực tập sinh     | 2023          |
| 31          | Henry Kendrick        | Anh                    | GK       | 3 tháng 12, 2000  | 0       | 0         | 2019            | Học viện             | Thực tập sinh     | 2021          |
| 40          | Bradley Collins       | Anh                    | GK       | 18 tháng 2, 1997  | 48      | 0         | 2019            | Chelsea              | Miễn phí          | 2023          |
| Hậu vệ      |                       |                        |          |                   |         |           |                 |                      |                   |               |
| 2           | Jordan Williams       | Anh                    | RB/CB    | 22 tháng 10, 1999 | 73      | 2         | 2018            | Huddersfield Town    | Không tiết lộ     | 2023          |
| 3           | Ben Williams          | Wales · Anh            | LB       | 31 tháng 3, 1999  | 36      | 0         | 2017            | Blackburn Rovers     | Miễn phí          | 2022          |
| 5           | Liam Kitching         | Anh · Cộng hòa Ireland | CB       | 1 tháng 10, 1999  | 1       | 0         | 2021            | Forest Green Rovers  | £600.000          | 2024          |
| 6           | Mads Juel Andersen    | Đan Mạch               | CB       | 27 tháng 12, 1997 | 89      | 1         | 2019            | Horsens              | Không tiết lộ     | 2023          |
| 7           | Callum Brittain       | Anh                    | RB       | 12 tháng 3, 1998  | 40      | 0         | 2020            | Milton Keynes Dons   | Không tiết lộ     | 2023          |
| 20          | Toby Sibbick          | Anh                    | RB/CB/DM | 23 tháng 5, 1999  | 40      | 0         | 2019            | Wimbledon            | Không tiết lộ     | 2023          |
| 22          | Clarke Oduor          | Kenya · Anh            | LB       | 25 tháng 6, 1999  | 32      | 1         | 2019            | Leeds United         | Không tiết lộ     | 2023          |
| 24          | Aapo Halme            | Phần Lan               | CB/DM    | 22 tháng 5, 1998  | 55      | 4         | 2019            | Leeds United         | £200.000          | 2022          |
| 26          | Michael Sollbauer     | Áo                     | CB/RB    | 15 tháng 5, 1990  | 61      | 0         | 2020            | Wolfsberger AC       | £450.000          | 2022          |
| 30          | Michał Helik          | Ba Lan                 | CB/RB    | 9 tháng 9, 1995   | 45      | 6         | 2020            | KS Cracovia          | £720.000          | 2023          |
| 34          | Jasper Moon           | Anh                    | CB       | 24 tháng 11, 2000 | 3       | 0         | 2020            | Học viện             | Thực tập sinh     | Không tiết lộ |
| Midfielders |                       |                        |          |                   |         |           |                 |                      |                   |               |
| 4           | Callum Styles         | Anh                    | AM/CM/LM | 28 tháng 3, 2000  | 71      | 6         | 2018            | Bury                 | Không tiết lộ     | 2023          |
| 8           | Herbie Kane           | Anh                    | CM/AM/DM | 23 tháng 11, 1998 | 25      | 0         | 2020            | Liverpool            | £1,250.000        | 2024          |
| 21          | Romal Palmer          | Anh                    | CM/RM/LM | 30 tháng 9, 1998  | 38      | 1         | 2018            | Học viện             | Thực tập sinh     | 2022          |
| 27          | Alex Mowatt           | Anh · Scotland         | CM/AM    | 13 tháng 2, 1995  | 159     | 20        | 2017            | Leeds United         | £600.000          | 2021          |
| Forwards    |                       |                        |          |                   |         |           |                 |                      |                   |               |
| 9           | Cauley Woodrow        | Anh                    | CF/SS    | 2 tháng 12, 1994  | 124     | 47        | 2019            | Fulham               | £765.000          | 2023          |
| 10          | Daryl Dike            | Hoa Kỳ · Nigeria       | CF       | 3 tháng 6, 2000   | 18      | 9         | 2020            | Orlando City         | Cho mượn          | Cuối mùa giải |
| 11          | Conor Chaplin         | Anh                    | CF/SS/RW | 16 tháng 2, 1997  | 84      | 18        | 2019            | Coventry             | Không tiết lộ     | 2023          |
| 14          | Carlton Morris        | Anh                    | CF       | 16 tháng 12, 1995 | 22      | 7         | 2021            | Norwich City         | Không tiết lộ     | 2023          |
| 25          | George Miller         | Anh                    | CF       | 11 tháng 8, 1998  | 8       | 0         | 2019            | Middlesbrough        | £200.000          | 2022          |
| 28          | Dominik Frieser       | Áo                     | RW/LW/CF | 9 tháng 9, 1993   | 43      | 3         | 2020            | LASK Linz            | Không tiết lộ     | 2022          |
| 29          | Victor Adeboyejo      | Nigeria · Anh          | CF/RW    | 12 tháng 1, 1998  | 65      | 6         | 2017            | Leyton Orient        | Miễn phí          | 2022          |
| Cho mượn    |                       |                        |          |                   |         |           |                 |                      |                   |               |
| 16          | Luke Thomas           | Anh                    | RW/AM    | 19 tháng 2, 1999  | 64      | 2         | 2019            | Derby County         | £1,220.000        | 2023          |
| 17          | Marcel Ritzmaier      | Áo                     | CM/LM/LB | 22 tháng 4, 1993  | 23      | 0         | 2020            | Wolfsberger AC       | Không tiết lộ     | 2022          |
| 18          | Isaac Christie-Davies | Wales · Anh            | AM/CM/LM | 18 tháng 10, 1997 | 0       | 0         | 2020            | Liverpool            | Miễn phí          | 2023          |
| 19          | Patrick Schmidt       | Áo                     | CF/LW/RW | 22 tháng 7, 1998  | 39      | 4         | 2019            | Admira Wacker        | £1.000.000        | 2023          |
| 23          | Elliot Simões         | Angola · Bồ Đào Nha    | LW/AM    | 20 tháng 12, 1999 | 27      | 3         | 2019            | United of Manchester | Không tiết lộ     | 2023          |
| 33          | Matty Wolfe           | Anh                    | CM       | 12 tháng 6, 2000  | 1       | 0         | 2020            | Học viện             | Thực tập sinh     | 2022          |
|             | Jack Aitchison        | Scotland               | CF       | 5 tháng 3, 2000   | 0       | 0         | 2020            | Celtic               | Miễn phí          | 2023          |

Số trận và bàn thắng chính xác tính đến ngày 8 tháng 5 năm 2021.

### Thống kê
Tính đến 8 tháng 5 năm 2021
| 1                       | TM | Anh      | Jack Walton        | 25 | 0  | 24+0  | 0  | 0+0 | 0 | 1+0 | 0 |
| 2                       | HV | Anh      | Jordan Williams    | 24 | 1  | 7+13  | 0  | 0+1 | 0 | 3+0 | 1 |
| 4                       | TV | Anh      | Callum Styles      | 46 | 5  | 39+2  | 4  | 2+0 | 1 | 2+1 | 0 |
| 5                       | HV | Anh      | Liam Kitching      | 1  | 0  | 0+1   | 0  | 0+0 | 0 | 0+0 | 0 |
| 6                       | HV | Đan Mạch | Mads Juel Andersen | 49 | 1  | 45+0  | 1  | 2+0 | 0 | 2+0 | 0 |
| 7                       | HV | Anh      | Callum Brittain    | 42 | 0  | 40+0  | 0  | 2+0 | 0 | 0+0 | 0 |
| 8                       | TV | Anh      | Herbie Kane        | 26 | 0  | 6+18  | 0  | 1+1 | 0 | 0+0 | 0 |
| 9                       | TĐ | Anh      | Cauley Woodrow     | 46 | 14 | 40+1  | 12 | 2+0 | 1 | 2+1 | 1 |
| 10                      | TĐ | Hoa Kỳ   | Daryl Dike         | 18 | 9  | 12+6  | 9  | 0+0 | 0 | 0+0 | 0 |
| 11                      | TĐ | Anh      | Conor Chaplin      | 37 | 4  | 30+3  | 4  | 1+1 | 0 | 1+1 | 0 |
| 14                      | TĐ | Anh      | Carlton Morris     | 22 | 7  | 6+16  | 7  | 0+0 | 0 | 0+0 | 0 |
| 20                      | HV | Anh      | Toby Sibbick       | 21 | 0  | 10+10 | 0  | 0+1 | 0 | 0+0 | 0 |
| 21                      | TV | Anh      | Romal Palmer       | 35 | 1  | 22+11 | 1  | 1+1 | 0 | 0+0 | 0 |
| 22                      | HV | Kenya    | Clarke Oduor       | 13 | 0  | 5+6   | 0  | 0+0 | 0 | 0+2 | 0 |
| 24                      | HV | Phần Lan | Aapo Halme         | 20 | 0  | 3+15  | 0  | 0+0 | 0 | 1+1 | 0 |
| 25                      | TĐ | Anh      | George Miller      | 6  | 0  | 0+5   | 0  | 0+1 | 0 | 0+0 | 0 |
| 26                      | HV | Áo       | Michael Sollbauer  | 42 | 0  | 34+3  | 0  | 1+1 | 0 | 3+0 | 0 |
| 27                      | TV | Anh      | Alex Mowatt        | 48 | 8  | 43+0  | 8  | 2+0 | 0 | 3+0 | 0 |
| 28                      | TV | Áo       | Dominik Frieser    | 47 | 3  | 26+16 | 3  | 2+0 | 0 | 2+1 | 0 |
| 29                      | TĐ | Anh      | Victor Adeboyejo   | 33 | 2  | 9+21  | 2  | 1+1 | 0 | 1+0 | 0 |
| 30                      | HV | Ba Lan   | Michał Helik       | 45 | 6  | 42+0  | 5  | 2+0 | 1 | 1+0 | 0 |
| 34                      | HV | Anh      | Jasper Moon        | 3  | 0  | 1+2   | 0  | 0+0 | 0 | 0+0 | 0 |
| 40                      | TM | Anh      | Bradley Collins    | 25 | 0  | 21+0  | 0  | 2+0 | 0 | 2+0 | 0 |
| Cầu thủ cho mượn:       |    |          |                    |    |    |       |    |     |   |     |   |
| 16                      | TV | Anh      | Luke Thomas        | 22 | 0  | 7+12  | 0  | 0+1 | 0 | 1+1 | 0 |
| 17                      | TV | Áo       | Marcel Ritzmaier   | 6  | 0  | 3+0   | 0  | 0+0 | 0 | 3+0 | 0 |
| 19                      | TĐ | Áo       | Patrick Schmidt    | 11 | 1  | 2+5   | 0  | 1+1 | 0 | 2+0 | 1 |
| 23                      | TV | Angola   | Elliot Simões      | 9  | 1  | 4+4   | 1  | 0+0 | 0 | 0+1 | 0 |
| Cầu thủ rời câu lạc bộ: |    |          |                    |    |    |       |    |     |   |     |   |
| 14                      | HV | Đức      | Kilian Ludewig     | 7  | 0  | 3+1   | 0  | 0+0 | 0 | 3+0 | 0 |
| 32                      | TV | Anh      | Matty James        | 15 | 0  | 13+2  | 0  | 0+0 | 0 | 0+0 | 0 |

#### Số liệu bàn thắng
Tính đến 8 tháng 5 năm 2021
| Thứ hạng | Số    | Q.tịch   | Vị trí | Tên                | Championship | Cúp FA | Cúp Liên đoàn | Tổng cộng |
| -------- | ----- | -------- | ------ | ------------------ | ------------ | ------ | ------------- | --------- |
| 1        | 9     | Anh      | CF     | Cauley Woodrow     | 12           | 1      | 1             | 14        |
| 2        | 10    | Hoa Kỳ   | CF     | Daryl Dike         | 9            | 0      | 0             | 9         |
| 3        | 27    | Anh      | CM     | Alex Mowatt        | 8            | 0      | 0             | 8         |
| 4        | 14    | Anh      | CF     | Carlton Morris     | 7            | 0      | 0             | 7         |
| 4        | 30    | Ba Lan   | CB     | Michał Helik       | 5            | 1      | 0             | 6         |
| 6        | 4     | Anh      | AM     | Callum Styles      | 4            | 1      | 0             | 5         |
| 7        | 11    | Anh      | CF     | Conor Chaplin      | 4            | 0      | 0             | 4         |
| 8        | 28    | Áo       | RW     | Dominik Frieser    | 3            | 0      | 0             | 3         |
| 9        | 29    | Anh      | CF     | Victor Adeboyejo   | 2            | 0      | 0             | 2         |
| 10       | 2     | Anh      | RB     | Jordan Williams    | 0            | 0      | 1             | 1         |
| 10       | 6     | Đan Mạch | CB     | Mads Juel Andersen | 1            | 0      | 0             | 1         |
| 10       | 19    | Áo       | CF     | Patrick Schmidt    | 0            | 0      | 1             | 1         |
| 10       | 21    | Anh      | CM     | Romal Palmer       | 1            | 0      | 0             | 1         |
| 10       | 23    | Angola   | LW     | Elliot Simões      | 1            | 0      | 0             | 1         |
| Total    | Total | Total    | Total  | Total              | 1            | 0      | 0             | 1         |
| Total    | Total | Total    | Total  | Total              | 58           | 2      | 3             | 64        |

#### Số liệu kỉ luật
Tính đến 8 tháng 5 năm 2021
| Thứ hạng | Số    | Q.tịch   | Vị trí | Tên                | Championship | Championship                              | Championship | Cúp FA   | Cúp FA                                    | Cúp FA | Cúp Liên đoàn | Cúp Liên đoàn                             | Cúp Liên đoàn | Tổng cộng | Tổng cộng                                 | Tổng cộng |
| Thứ hạng | Số    | Q.tịch   | Vị trí | Tên                | Thẻ vàng     | Thẻ vàng · Thẻ vàng-đỏ (thẻ đỏ gián tiếp) | Thẻ đỏ       | Thẻ vàng | Thẻ vàng · Thẻ vàng-đỏ (thẻ đỏ gián tiếp) | Thẻ đỏ | Thẻ vàng      | Thẻ vàng · Thẻ vàng-đỏ (thẻ đỏ gián tiếp) | Thẻ đỏ        | Thẻ vàng  | Thẻ vàng · Thẻ vàng-đỏ (thẻ đỏ gián tiếp) | Thẻ đỏ    |
| -------- | ----- | -------- | ------ | ------------------ | ------------ | ----------------------------------------- | ------------ | -------- | ----------------------------------------- | ------ | ------------- | ----------------------------------------- | ------------- | --------- | ----------------------------------------- | --------- |
| 1        | 6     | Đan Mạch | CB     | Mads Juel Andersen | 7            | 1                                         | 0            | 0        | 0                                         | 0      | 0             | 0                                         | 0             | 7         | 1                                         | 0         |
| 2        | 4     | Anh      | AM     | Callum Styles      | 7            | 0                                         | 0            | 0        | 0                                         | 0      | 0             | 0                                         | 0             | 7         | 0                                         | 0         |
| 2        | 9     | Anh      | CF     | Cauley Woodrow     | 7            | 0                                         | 0            | 0        | 0                                         | 0      | 0             | 0                                         | 0             | 7         | 0                                         | 0         |
| 2        | 27    | Anh      | CM     | Alex Mowatt        | 6            | 0                                         | 1            | 0        | 0                                         | 0      | 0             | 0                                         | 0             | 6         | 0                                         | 1         |
| 2        | 30    | Ba Lan   | CB     | Michał Helik       | 6            | 0                                         | 1            | 0        | 0                                         | 0      | 0             | 0                                         | 0             | 6         | 0                                         | 1         |
| 6        | 24    | Phần Lan | CB     | Aapo Halme         | 3            | 0                                         | 0            | 0        | 0                                         | 0      | 1             | 0                                         | 0             | 4         | 0                                         | 0         |
| 6        | 26    | Áo       | CB     | Michael Sollbauer  | 4            | 0                                         | 0            | 0        | 0                                         | 0      | 0             | 0                                         | 0             | 4         | 0                                         | 0         |
| 8        | 7     | Anh      | RB     | Callum Brittain    | 3            | 0                                         | 0            | 0        | 0                                         | 0      | 0             | 0                                         | 0             | 3         | 0                                         | 0         |
| 8        | 14    | Anh      | CF     | Carlton Morris     | 3            | 0                                         | 0            | 0        | 0                                         | 0      | 0             | 0                                         | 0             | 3         | 0                                         | 0         |
| 8        | 20    | Anh      | RB     | Toby Sibbick       | 3            | 0                                         | 0            | 0        | 0                                         | 0      | 0             | 0                                         | 0             | 3         | 0                                         | 0         |
| 11       | 10    | Hoa Kỳ   | CF     | Daryl Dike         | 2            | 0                                         | 0            | 0        | 0                                         | 0      | 0             | 0                                         | 0             | 2         | 0                                         | 0         |
| 11       | 11    | Anh      | CF     | Conor Chaplin      | 2            | 0                                         | 0            | 0        | 0                                         | 0      | 0             | 0                                         | 0             | 2         | 0                                         | 0         |
| 11       | 21    | Anh      | CM     | Romal Palmer       | 2            | 0                                         | 0            | 0        | 0                                         | 0      | 0             | 0                                         | 0             | 2         | 0                                         | 0         |
| 11       | 23    | Angola   | RW     | Elliot Simões      | 1            | 0                                         | 0            | 0        | 0                                         | 0      | 1             | 0                                         | 0             | 2         | 0                                         | 0         |
| 11       | 32    | Anh      | CM     | Matty James        | 2            | 0                                         | 0            | 0        | 0                                         | 0      | 0             | 0                                         | 0             | 2         | 0                                         | 0         |
| 11       | 40    | Anh      | GK     | Bradley Collins    | 1            | 0                                         | 0            | 0        | 0                                         | 0      | 1             | 0                                         | 0             | 2         | 0                                         | 0         |
| 17       | 1     | Anh      | GK     | Jack Walton        | 1            | 0                                         | 0            | 0        | 0                                         | 0      | 0             | 0                                         | 0             | 1         | 0                                         | 0         |
| 17       | 2     | Anh      | RB     | Jordan Williams    | 0            | 0                                         | 0            | 0        | 0                                         | 0      | 1             | 0                                         | 0             | 1         | 0                                         | 0         |
| 17       | 8     | Anh      | CM     | Herbie Kane        | 1            | 0                                         | 0            | 0        | 0                                         | 0      | 0             | 0                                         | 0             | 1         | 0                                         | 0         |
| 17       | 16    | Anh      | RW     | Luke Thomas        | 1            | 0                                         | 0            | 0        | 0                                         | 0      | 0             | 0                                         | 0             | 1         | 0                                         | 0         |
| 17       | 17    | Áo       | CM     | Marcel Ritzmaier   | 1            | 0                                         | 0            | 0        | 0                                         | 0      | 0             | 0                                         | 0             | 1         | 0                                         | 0         |
| 17       | 24    | Phần Lan | CB     | Aapo Halme         | 1            | 0                                         | 0            | 0        | 0                                         | 0      | 0             | 0                                         | 0             | 1         | 0                                         | 0         |
| Total    | Total | Total    | Total  | Total              | 64           | 1                                         | 2            | 0        | 0                                         | 0      | 4             | 0                                         | 0             | 68        | 1                                         | 2         |

## Chuyển nhượng

### Chuyển nhượng đến
| Ngày                 | Vị trí | Quốc tịch | Tên                   | Từ                  | Phí                 | Nguồn  |
| -------------------- | ------ | --------- | --------------------- | ------------------- | ------------------- | ------ |
| 20 tháng 8 năm 2020  | RW     | Áo        | Dominik Frieser       | LASK                | Không tiết lộ       | [ 5 ]  |
| 7 tháng 9 năm 2020   | AM     | Wales     | Isaac Christie-Davies | Liverpool           | Chuyển nhượng tự do | [ 6 ]  |
| 9 tháng 9 năm 2020   | CB     | Ba Lan    | Michał Helik          | KS Cracovia         | Không tiết lộ       | [ 7 ]  |
| 10 tháng 9 năm 2020  | GK     | Ghana     | Corey Addai           | Coventry City       | Chuyển nhượng tự do | [ 8 ]  |
| 17 tháng 9 năm 2020  | RM     | Scotland  | Daniel Bramall        | Buxton              | Chuyển nhượng tự do | [ 9 ]  |
| 5 tháng 10 năm 2020  | CF     | Scotland  | Jack Aitchison        | Celtic              | Không tiết lộ       | [ 10 ] |
| 10 tháng 10 năm 2020 | RB     | Anh       | Callum Brittain       | Milton Keynes Dons  | Không tiết lộ       | [ 11 ] |
| 16 tháng 10 năm 2020 | CM     | Anh       | Herbie Kane           | Liverpool           | Không tiết lộ       | [ 12 ] |
| 11 tháng 12 năm 2020 | CF     | Anh       | Cameron Thompson      | Fulham              | Chuyển nhượng tự do | [ 13 ] |
| 5 tháng 1 năm 2021   | CB     | Anh       | Liam Kitching         | Forest Green Rovers | Không tiết lộ       | [ 14 ] |
| 6 tháng 1 năm 2021   | CF     | Anh       | Carlton Morris        | Norwich City        | Không tiết lộ       | [ 15 ] |

### Cho mượn đến
| Từ ngày              | Vị trí | Quốc tịch | Tên            | Từ                | Đến ngày            | Nguồn         |
| -------------------- | ------ | --------- | -------------- | ----------------- | ------------------- | ------------- |
| 17 tháng 8 năm 2020  | RB     | Đức       | Kilian Ludewig | Red Bull Salzburg | 6 tháng 10 năm 2020 | [ 16 ] [ 17 ] |
| 16 tháng 10 năm 2020 | CM     | Anh       | Matty James    | Leicester City    | 1 tháng 1 năm 2021  | [ 18 ]        |
| 1 tháng 2 năm 2021   | CF     | Hoa Kỳ    | Daryl Dike     | Orlando City      | Cuối mùa giải       | [ 19 ]        |

### Cho mượn đi
| Từ ngày              | Vị trí | Quốc tịch | Tên                   | Đến                | Đến ngày             | Nguồn         |
| -------------------- | ------ | --------- | --------------------- | ------------------ | -------------------- | ------------- |
| 4 tháng 8 năm 2020   | RB     | Anh       | Toby Sibbick          | KV Oostende        | 31 tháng 12 năm 2020 | [ 20 ] [ 21 ] |
| 20 tháng 8 năm 2020  | RW     | Anh       | Jordan Green          | Southend United    | 8 tháng 10 năm 2020  | [ 22 ] [ 23 ] |
| 5 tháng 10 năm 2020  | CM     | Áo        | Marcel Ritzmaier      | Rapid Wien         | Cuối mùa giải        | [ 24 ]        |
| 6 tháng 10 năm 2020  | CF     | Scotland  | Jack Aitchison        | Stevenage          | Cuối mùa giải        | [ 25 ]        |
| 6 tháng 10 năm 2020  | CB     | Anh       | Jordan Helliwell      | Stalybridge Celtic | 5 tháng 11 năm 2020  | [ 26 ]        |
| 15 tháng 10 năm 2020 | CM     | Anh       | Matty Wolfe           | Notts County       | 3 tháng 1 năm 2021   | [ 27 ]        |
| 17 tháng 11 năm 2020 | GK     | Anh       | Corey Addai           | Chesterfield       | 7 tháng 12 năm 2020  | [ 28 ]        |
| 6 tháng 1 năm 2021   | LW     | Angola    | Elliot Simões         | Doncaster Rovers   | Cuối mùa giải        | [ 29 ]        |
| 18 tháng 1 năm 2021  | RM     | Scotland  | Daniel Bramall        | Barrow             | Cuối mùa giải        | [ 30 ]        |
| 19 tháng 1 năm 2021  | RW     | Anh       | Luke Thomas           | Ipswich Town       | Cuối mùa giải        | [ 31 ]        |
| 29 tháng 1 năm 2021  | AM     | Wales     | Isaac Christie-Davies | Dunajská Streda    | Cuối mùa giải        | [ 32 ]        |
| 6 tháng 2 năm 2021   | CF     | Áo        | Patrick Schmidt       | Ried               | Cuối mùa giải        | [ 33 ]        |

### Chuyển nhượng đi
| Từ ngày              | Vị trí | Quốc tịch   | Tên                    | Đến                   | Phí                 | Nguồn         |
| -------------------- | ------ | ----------- | ---------------------- | --------------------- | ------------------- | ------------- |
| 1 tháng 7 năm 2020   | LB     | Anh         | Jordan Barnett         | Pontefract Collieries | Giải phóng          | [ 34 ] [ 35 ] |
| 1 tháng 7 năm 2020   | DM     | Anh         | Jared Bird             | Không có              | Giải phóng          | [ 36 ]        |
| 1 tháng 7 năm 2020   | DM     | Úc          | Kenneth Dougall        | Blackpool             | Giải phóng          | [ 34 ] [ 37 ] |
| 1 tháng 7 năm 2020   | CB     | Anh         | Sam Fielding           | Salford City          | Giải phóng          | [ 36 ] [ 38 ] |
| 1 tháng 7 năm 2020   | CB     | Anh         | Harry Gagen            | Ossett United         | Giải phóng          | [ 36 ]        |
| 1 tháng 7 năm 2020   | GK     | Anh         | Jake Greatorex         | Penistone Church      | Giải phóng          | [ 36 ]        |
| 1 tháng 7 năm 2020   | RW     | Anh         | Josh Olatubosun        | Không có              | Giải phóng          | [ 39 ]        |
| 1 tháng 7 năm 2020   | LB     | Tây Ban Nha | Daniel Pinillos        | Miedź Legnica         | Giải phóng          | [ 34 ] [ 40 ] |
| 1 tháng 7 năm 2020   | CF     | Anh         | Chris Sang             | Không có              | Giải phóng          | [ 36 ]        |
| 1 tháng 7 năm 2020   | CF     | Sénégal     | Mamadou Thiam          | KV Oostende           | Giải phóng          | [ 34 ] [ 41 ] |
| 1 tháng 7 năm 2020   | CF     | Anh         | Tommy Willard          | Aldershot Town        | Giải phóng          | [ 36 ]        |
| 1 tháng 7 năm 2020   | CM     | Anh         | Alex Wollerton         | York City             | Giải phóng          | [ 36 ] [ 42 ] |
| 1 tháng 7 năm 2020   | GK     | Áo          | Samuel Şahin-Radlinger | SV Ried               | Giải phóng          | [ 34 ] [ 43 ] |
| 2 tháng 7 năm 2020   | LW     | Anh         | Mallik Wilks           | Hull City             | Không tiết lộ       | [ 44 ]        |
| 6 tháng 7 năm 2020   | GK     | Malta       | Miguel Spiteri         | Birkirkara            | Chuyển nhượng tự do | [ 45 ]        |
| 9 tháng 7 năm 2020   | RB     | Malta       | Lee Ciantar            | Europa Point          | Chuyển nhượng tự do | [ 46 ]        |
| 7 tháng 8 năm 2020   | CM     | Anh         | Cameron McGeehan       | KV Oostende           | Không tiết lộ       | [ 47 ]        |
| 9 tháng 9 năm 2020   | RW     | Anh         | Jacob Brown            | Stoke City            | Không tiết lộ       | [ 48 ]        |
| 7 tháng 10 năm 2020  | CB     | Tây Ban Nha | Bambo Diaby            | Không có              | Thỏa thuận đôi bên  | [ 49 ]        |
| 23 tháng 11 năm 2020 | GK     | Anh         | Tom Wooster            | Manchester United     | Không tiết lộ       | [ 50 ]        |
| 4 tháng 1 năm 2021   | RW     | Anh         | Jordan Green           | Không có              | Thỏa thuận đôi bên  | [ 51 ]        |
| 22 tháng 1 năm 2021  | AM     | Đức         | Mike-Steven Bähre      | Meppen                | Thỏa thuận đôi bên  | [ 52 ]        |
| 2 tháng 2 năm 2021   | MF     | Anh         | Keaton Ward            | Mansfield Town        | Thỏa thuận đôi bên  | [ 53 ] [ 54 ] |

## Trước mùa giải và giao hữu
Thắng
      Hòa
      Thua
      Fixtures
| 22 tháng 8 năm 2020 Giao hữu trước mùa giải | Crewe Alexandra | 0-2      | Barnsley             | Crewe                                |  |
| 15:00 BST                                   |                 | Chi tiết | M.Andersen C.Chaplin | Sân vận động: Sân vận động Alexandra |  |

| 29 tháng 8 năm 2020 Giao hữu trước mùa giải | Newcastle United                 | 2-1      | Barnsley      | Newcastle upon Tyne        |  |
| 15:00 BST                                   | Carroll 27' · Murphy 77' (ph.đ.) | Chi tiết | Ritzmaier 54' | Sân vận động: Darsley Park |  |

## Giải đấu

### Tổng quan
| Giải đấu         | Trận đấu đầu tiên   | Trận đấu cuối cùng  | Vòng đấu mở màn | Vị trí chung cuộc | Thành tích | Thành tích | Thành tích | Thành tích | Thành tích | Thành tích | Thành tích | Thành tích |
| Giải đấu         | Trận đấu đầu tiên   | Trận đấu cuối cùng  | Vòng đấu mở màn | Vị trí chung cuộc | ST         | T          | H          | B          | BT         | BB         | HS         | % thắng    |
| ---------------- | ------------------- | ------------------- | --------------- | ----------------- | ---------- | ---------- | ---------- | ---------- | ---------- | ---------- | ---------- | ---------- |
| EFL Championship | 12 tháng 9 năm 2020 | tháng 5 năm 2021    | Vòng đấu 1      | thứ 5             | 44         | 23         | 8          | 13         | 56         | 46         | +10        | 052,27     |
| Cúp FA           | 10 tháng 1 năm 2021 | 11 tháng 2 năm 2021 | Vòng Ba         | Vòng Năm          | 3          | 2          | 0          | 1          | 3          | 1          | +2         | 066,67     |
| Cúp EFL          | 5 tháng 9 năm 2020  | 23 tháng 9 năm 2020 | Vòng Một        | Vòng Ba           | 3          | 2          | 0          | 1          | 3          | 6          | −3         | 066,67     |
| Tổng cộng        | Tổng cộng           | Tổng cộng           | Tổng cộng       | Tổng cộng         | 50         | 27         | 8          | 15         | 62         | 53         | +9         | 054,00     |

Cập nhật lần cuối: 27 tháng 4 năm 2021
Nguồn: Các giải đấu

### EFL Championship

#### Bảng xếp hạng
Bản mẫu:Bảng xếp hạng EFL Championship 2020-21

#### Tóm tắt kết quả
| Tổng thể | Tổng thể | Tổng thể | Tổng thể | Tổng thể | Tổng thể | Tổng thể | Tổng thể | Sân nhà | Sân nhà | Sân nhà | Sân nhà | Sân nhà | Sân nhà | Sân khách | Sân khách | Sân khách | Sân khách | Sân khách | Sân khách |
| ST       | T        | H        | B        | BT       | BB       | HS       | Đ        | T       | H       | B       | BT      | BB      | HS      | T         | H         | B         | BT        | BB        | HS        |
| -------- | -------- | -------- | -------- | -------- | -------- | -------- | -------- | ------- | ------- | ------- | ------- | ------- | ------- | --------- | --------- | --------- | --------- | --------- | --------- |
| 46       | 23       | 9        | 14       | 58       | 50       | +8       | 78       | 12      | 6       | 5       | 30      | 22      | +8      | 11        | 3         | 9         | 28        | 28        | 0         |

Cập nhật lần cuối: 8 tháng 5 năm 2021.

Nguồn: 

#### Kết quả theo vòng đấu
| Vòng đấu | 1  | 2  | 3  | 4  | 5  | 6  | 7  | 8  | 9  | 10 | 11 | 12 | 13 | 14 | 15 | 16 | 17 | 18 | 19 | 20 | 21 | 22 | 23 | 24 | 25 | 26 | 27 | 28 | 29 | 30 | 31 | 32 | 33 | 34 | 35 | 36 | 37 | 38 | 39 | 40 | 41 | 42 | 43 | 44 | 45 | 46 |
| -------- | -- | -- | -- | -- | -- | -- | -- | -- | -- | -- | -- | -- | -- | -- | -- | -- | -- | -- | -- | -- | -- | -- | -- | -- | -- | -- | -- | -- | -- | -- | -- | -- | -- | -- | -- | -- | -- | -- | -- | -- | -- | -- | -- | -- | -- | -- |
| Kết quả  | L  | L  | D  | L  | D  | D  | D  | W  | W  | L  | W  | W  | L  | L  | W  | L  | W  | W  | W  | L  | W  | W  | L  | L  | L  | D  | D  | W  | W  | W  | W  | W  | W  | W  | D  | W  | W  | L  | D  |    |    |    |    |    |    |    |
| Thứ hạng | 15 | 20 | 20 | 22 | 22 | 21 | 21 | 18 | 15 | 18 | 16 | 13 | 14 | 16 | 14 | 17 | 16 | 13 | 12 | 13 | 10 | 8  | 9  | 10 | 11 | 12 | 12 | 12 | 10 | 10 | 8  | 7  | 7  | 6  | 6  | 6  | 5  | 5  | 5  | 5  | 5  | 6  | 6  | 6  | 6  | 5  |

#### Trận đấu
Lịch thi đấu mùa giải 2020-21 được công bố vào ngày 21 tháng 8.
| 12 tháng 9 năm 2020 1 | Barnsley   | 0-1      | Luton Town                                | Barnsley                                                          |  |
| 15:00 BST             | Woodrow 7' | Chi tiết | Berry 31' · Collins 57' 71' · Ruddock 84' | Sân vận động: Oakwell Lượng khán giả: 0 Trọng tài: Jarred Gillett |  |

| 19 tháng 9 năm 2020 2 | Reading                             | 2-0      | Barnsley                                                  | Reading                                                                  |  |
| 15:00 BST             | Laurent 49' · Méïté 67' · Olise 76' | Chi tiết | Andersen 23' 68' · Helik 42' · Ritzmaier 45' · Mowatt 74' | Sân vận động: Madejski Stadium Lượng khán giả: 0 Trọng tài: Tim Robinson |  |

| 26 tháng 9 năm 2020 3 | Barnsley                              | 0-0      | Coventry City          | Barnsley                                                      |  |
| 15:00 BST             | Woodrow 45' · Styles 80' · Mowatt 85' | Chi tiết | Dabo 87' · Hamer 90+1' | Sân vận động: Oakwell Lượng khán giả: 0 Trọng tài: Josh Smith |  |

| 3 tháng 10 năm 2020 4 | Middlesbrough                                                                                         | 2-1      | Barnsley                                        | Middlesbrough                                                                     |  |
| 15:00 BST             | Tavernier 9' · Morsy 27' · Howson 45+1' 52' · Akpom 48' · McNair 61' · Saville 68' · Bettinelli 90+1' | Chi tiết | Styles 49' · Woodrow 89' (ph.đ.) · Simões 90+2' | Sân vận động: Sân vận động Riverside Lượng khán giả: 0 Trọng tài: Oliver Langford |  |

| 17 tháng 10 năm 2020 5 | Barnsley                                             | 2-2      | Bristol City            | Barnsley                                                         |  |
| 15:00 BST              | Helik 2' 88' · Andersen 81' · Woodrow 90+11' (ph.đ.) | Chi tiết | Hunt 47' · Bakinson 51' | Sân vận động: Oakwell Lượng khán giả: 0 Trọng tài: Leigh Doughty |  |

| 21 tháng 10 năm 2020 6 | Stoke City                             | 2-2      | Barnsley                   | Stoke-on-Trent                                                                   |  |
| 19:45 BST              | Campbell 44' · Smith 48' · Collins 60' | Chi tiết | Simões 18' · Frieser 45+1' | Sân vận động: Sân vận động Bet365 Lượng khán giả: 0 Trọng tài: Michael Salisbury |  |

| 24 tháng 10 năm 2020 7 | Millwall     | 1-1      | Barnsley                              | Bermondsey                                                     |  |
| 15:00 BST              | Cooper 45+1' | Chi tiết | Helik 17' · Mowatt 44' · Brittain 51' | Sân vận động: The Den Lượng khán giả: 0 Trọng tài: Andy Davies |  |

| 27 tháng 10 năm 2020 8 | Barnsley                                              | 3-0      | Queens Park Rangers | Barnsley                                                       |  |
| 19:00 GMT              | Woodrow 27' (ph.đ.) · Chaplin 37' · Barbet 64' (l.n.) | Chi tiết | Dickie 26'          | Sân vận động: Oakwell Lượng khán giả: 0 Trọng tài: Andy Davies |  |

| 31 tháng 10 năm 2020 9 | Barnsley               | 1-0      | Watford         | Barnsley                                                        |  |
| 15:00 GMT              | Mowatt 6' · Styles 82' | Chi tiết | Troost-Ekong 3' | Sân vận động: Oakwell Lượng khán giả: 0 Trọng tài: Matt Donohue |  |

| 3 tháng 11 năm 2020 10 | Cardiff City                                  | 3-0      | Barnsley  | Cardiff                                                                              |  |
| 19:45 GMT              | Hoilett 4' · Ralls 45+1' (ph.đ.) · Wilson 77' | Chi tiết | James 39' | Sân vận động: Sân vận động Cardiff City Lượng khán giả: 0 Trọng tài: Dean Whitestone |  |

| 7 tháng 11 năm 2020 11 | Derby County                         | 0-2      | Barnsley                                                   | Derby                                                                            |  |
| 15:00 GMT              | Byrne 45' · Jóźwiak 53' · Sibley 90' | Chi tiết | Chaplin 30' · Andersen 59' · Sollbauer 61' · Adeboyejo 83' | Sân vận động: Sân vận động Pride Park Lượng khán giả: 0 Trọng tài: Leigh Doughty |  |

| 21 tháng 11 năm 2020 12 | Barnsley                 | 2-0      | Nottingham Forest | Barnsley                                                        |  |
| 15:00 GMT               | Styles 86' · Woodrow 88' | Chi tiết | Samba 86'         | Sân vận động: Oakwell Lượng khán giả: 0 Trọng tài: Andy Woolmer |  |

| 24 tháng 11 năm 2020 13 | Barnsley    | 0-1      | Brentford | Barnsley                                                       |  |
| 19:45 GMT               | Chaplin 40' | Chi tiết | Toney 66' | Sân vận động: Oakwell Lượng khán giả: 0 Trọng tài: Darren Bond |  |

| 28 tháng 11 năm 2020 14 | Blackburn Rovers                                   | 2-1      | Barnsley   | Blackburn                                                           |  |
| 15:00 GMT               | Armstrong 44' 69' · Gallagher 78' · Rothwell 90+6' | Chi tiết | Palmer 90' | Sân vận động: Ewood Park Lượng khán giả: 0 Trọng tài: Andrew Madley |  |

| 1 tháng 12 năm 2020 15 | Birmingham City                   | 1-2      | Barnsley                                        | Bordesley                                                                           |  |
| 19:45 GMT              | Hogan 56' · McGree 68' · Leko 77' | Chi tiết | Andersen 58' · Woodrow 71' (ph.đ.) · Styles 84' | Sân vận động: Sân vận động St Andrew’s Lượng khán giả: 0 Trọng tài: Tony Harrington |  |

| 4 tháng 12 năm 2020 16 | Barnsley                                   | 0–4      | Bournemouth                                           | Barnsley                                                                     |  |
| 17:30 GMT              | Woodrow 32' · Andersen 76' · Sollbauer 85' | Chi tiết | Billing 12' · Solanke 45+2' · Rico 52' · Surridge 68' | Sân vận động: Sân vận động Oakwell Lượng khán giả: 0 Trọng tài: Keith Stroud |  |

| 9 tháng 12 năm 2020 17 | Barnsley                                                         | 2-1      | Wycombe Wanderers                                   | Barnsley                                          |  |
| 19:45 GMT              | Styles 31' 89' · Woodrow 61' (ph.đ.) · Mowatt 73' · Brittain 77' | Chi tiết | Jacobson 49' (ph.đ.) 81' · Allsop 60' · Grimmer 73' | Sân vận động: Oakwell Trọng tài: Geoff Eltringham |  |

| 12 tháng 12 năm 2020 18 | Sheffield Wednesday       | 1-2      | Barnsley                  | Owlerton, Sheffield                                                     |  |
| 15:00 BST               | Thắngdass 4' · Bannan 31' | Chi tiết | Woodrow 14' · Frieser 37' | Sân vận động: Hillsborough Lượng khán giả: 0 Trọng tài: James Linington |  |

| 15 tháng 12 năm 2020 19 | Barnsley                                             | 2-1      | Preston North End                     | Barnsley                                                                        |  |
| 19:45 GMT               | Mowatt 54' · Adeboyejo 80' · Styles 84' · Thomas 90' | Chi tiết | Maguire 2' · Browne 63' · Johnson 71' | Sân vận động: Sân vận động Oakwell Lượng khán giả: 0 Trọng tài: Dean Whitestone |  |

| 19 tháng 12 năm 2020 20 | Swansea City                                   | 2-0      | Barnsley   | Swansea                                                                     |  |
| 15:00 GMT               | Lowe 2' · Adeboyejo 66' (l.n.) · Roberts 90+4' | Chi tiết | Walton 29' | Sân vận động: Sân vận động Liberty Lượng khán giả: 0 Trọng tài: Andy Davies |  |

| 26 tháng 12 năm 2020 21 | Barnsley             | 2-1      | Huddersfield Town | Barnsley                                                                   |  |
| 15:00 GMT               | Helik 21', 90+4' 30' | Chi tiết | Edmonds-Green 13' | Sân vận động: Sân vận động Oakwell Lượng khán giả: 0 Trọng tài: David Webb |  |

| 29 tháng 12 năm 2020 22 | Rotherham United                       | 1-2      | Barnsley                                | Rotherham                                                                     |  |
| 19:45 GMT               | Smith 57' 81' · Lindsay 69' · Wood 77' | Chi tiết | Woodrow 8' · Mowatt 15' · Sollbauer 56' | Sân vận động: Sân vận động New York Lượng khán giả: 0 Trọng tài: Steve Martin |  |

| 2 tháng 1 năm 2021 23 | Norwich City | 1-0      | Barnsley  | Norwich                                                                  |  |
| 15:00 GMT             | Buendía 62'  | Chi tiết | James 61' | Sân vận động: Carrow Road Lượng khán giả: 0 Trọng tài: Michael Salisbury |  |

| 16 tháng 1 năm 2021 24 | Barnsley     | 0-2      | Swansea City                    | Barnsley                                                                       |  |
| 19:45 GMT              | Andersen 82' | Chi tiết | Cabango 45+1' · Lowe 55', 90+4' | Sân vận động: Sân vận động Oakwell Lượng khán giả: 0 Trọng tài: Jeremy Simpson |  |

| 19 tháng 1 năm 2021 25 | Watford                         | 1-0      | Barnsley      | Watford                                                               |  |
| 19:45 GMT              | Deeney 27' (ph.đ.) · Sarr 90+3' | Chi tiết | Sollbauer 90' | Sân vận động: Vicarage Road Lượng khán giả: 0 Trọng tài: Tim Robinson |  |

| 27 tháng 1 năm 2021 26 | Barnsley                   | 2-2      | Cardiff City        | Barnsley                                                                     |  |
| 19:00 GMT              | Andersen 20' · Woodrow 52' | Chi tiết | Ojo 58' · Moore 68' | Sân vận động: Sân vận động Oakwell Lượng khán giả: 0 Trọng tài: Andy Woolmer |  |

| 30 tháng 1 năm 2021 27 | Nottingham Forest | 0-0      | Barnsley             | West Bridgford                                                           |  |
| 15:00 GMT              | Bong 35'          | Chi tiết | Kane 56' · Helik 60' | Sân vận động: The City Ground Lượng khán giả: 0 Trọng tài: Leigh Doughty |  |

| 14 tháng 2 năm 2021 28 | Brentford   | 0-2      | Barnsley                                                                                           | Brentford                                                                               |  |
| 13:00 GMT              | Toney 90+6' | Chi tiết | Chaplin 13' · Sollbauer 26' · Dike 43' · Morris 47' · Woodrow 83' · Mowatt 90+1' · Valérien Ismaël | Sân vận động: Sân vận động Cộng đồng Brentford Lượng khán giả: 0 Trọng tài: David Coote |  |

| 17 tháng 2 năm 2021 29 | Barnsley                               | 2-1      | Blackburn Rovers                     | Barnsley                                                                     |  |
| 19:45 GMT              | Andersen 53' · Morris 72' · Mowatt 90' | Chi tiết | Harwood-Bellis 83' · Armstrong 90+4' | Sân vận động: Sân vận động Oakwell Lượng khán giả: 0 Trọng tài: Matt Donohue |  |

| 20 tháng 2 năm 2021 30 | Bristol City | 0-1      | Barnsley                                | Bristol                                                                |  |
| 15:00 GMT              | Hunt 4'      | Chi tiết | Morris 67' · Mowatt 79' · Collins 90+3' | Sân vận động: Ashton Gate Lượng khán giả: 0 Trọng tài: James Linington |  |

| 24 tháng 2 năm 2021 31 | Barnsley             | 2-0      | Stoke City                          | Barnsley                                                                    |  |
| 19:00 GMT              | Styles 9' · Dike 90' | Chi tiết | Batth 8' · Mikel 76' · Powell 90+2' | Sân vận động: Sân vận động Oakwell Lượng khán giả: 0 Trọng tài: Darren Bond |  |

| 27 tháng 2 năm 2021 32 | Barnsley                    | 2-1      | Millwall               | Barnsley                                                                      |  |
| 15:00 GMT              | Woodrow 2', 89' · Helik 59' | Chi tiết | Bennett 6' · Woods 46' | Sân vận động: Sân vận động Oakwell Lượng khán giả: 0 Trọng tài: Leigh Doughty |  |

| 3 tháng 3 năm 2021 33 | Queens Park Rangers     | 1–3      | Barnsley                           | Shepherd's Bush                                                                              |  |
| 19:00 GMT             | Austin 27' · Dickie 89' | Chi tiết | Dike 23' · Mowatt 29' · Morris 57' | Sân vận động: Sân vận động Kiyan Prince Foundation Lượng khán giả: 0 Trọng tài: Andy Woolmer |  |

| 6 tháng 3 năm 2021 34 | Barnsley                              | 1-0      | Birmingham City         | Barnsley                                                        |  |
| 15:00 GMT             | Dike 49' · Halme 77' · Brittain 90+5' | Chi tiết | Friend 33' · Harper 72' | Sân vận động: Oakwell Lượng khán giả: 0 Trọng tài: Graham Scott |  |

| 10 tháng 3 năm 2021 35 | Barnsley              | 0-0      | Derby County | Barnsley                                                                     |  |
| 19:00 GMT              | Woodrow 9' · Dike 87' | Chi tiết |              | Sân vận động: Sân vận động Oakwell Lượng khán giả: 0 Trọng tài: Keith Stroud |  |

| 13 tháng 3 năm 2021 36 | Bournemouth                                            | 2–3      | Barnsley                                                               | King's Park                                                                  |  |
| 15:00 GMT              | Danjuma 22' · Solanke 45+1' · Surridge 78' · Kelly 86' | Chi tiết | Helik 16' · Woodrow 24' · Andersen 43' · Frieser 60' · Morris 75', 80' | Sân vận động: Sân vận động Vitality Lượng khán giả: 0 Trọng tài: John Brooks |  |

| 17 tháng 3 năm 2021 37 | Wycombe Wanderers                       | 1–3      | Barnsley                                                                                   | High Wycombe                                                      |  |
| 19:45 GMT              | Ikpeazu 85' · Knight 90' · Jacobson 90' | Chi tiết | Woodrow 45+2' (ph.đ.) · Dike 49', 81' · Styles 59' · Mowatt 73' · Morris 77' · Sibbick 90' | Sân vận động: Adams Park Lượng khán giả: 0 Trọng tài: Darren Bond |  |

| 20 tháng 3 năm 2021 38 | Barnsley               | 1-2      | Sheffield Wednesday                                                    | Barnsley                                                                     |  |
| 15:00 GMT              | Halme 71' · Morris 78' | Chi tiết | Lees 25' · Börner 36' · Rhodes 38', 53' · Paterson 87' · Wildsmith 88' | Sân vận động: Sân vận động Oakwell Lượng khán giả: 0 Trọng tài: Tim Robinson |  |

| 2 tháng 4 năm 2021 39 | Barnsley                                                  | 1-1      | Reading    | Barnsley                                                                         |  |
| 17:30 BST             | Woodrow 18' · Palmer 25' · Mowatt 61' (ph.đ.) · Halme 68' | Chi tiết | Ejaria 34' | Sân vận động: Sân vận động Oakwell Lượng khán giả: 0 Trọng tài: Geoff Eltringham |  |

| 5 tháng 4 năm 2021 40 | Luton Town                | 1-2      | Barnsley          | Luton                                                                   |  |
| 15:00 BST             | Bradley 54' · Collins 83' | Chi tiết | Dike 27', 59' 83' | Sân vận động: Kenilworth Road Lượng khán giả: 0 Trọng tài: Matt Donohue |  |

| 10 tháng 4 năm 2021 41 | Barnsley                   | 2-0      | Middlesbrough | Barnsley                                                                     |  |
| 15:00 BST              | Mowatt 31', 62' · Dike 75' | Chi tiết |               | Sân vận động: Sân vận động Oakwell Lượng khán giả: 0 Trọng tài: Keith Stroud |  |

| 18 tháng 4 năm 2021 42 | Coventry City          | 2-0      | Barnsley   | Bordesley                                                                     |  |
| 15:00 BST              | Hyam 9' · Godden 90+2' | Chi tiết | Styles 85' | Sân vận động: Sân vận động St Andrew’s Lượng khán giả: 0 Trọng tài: Lee Mason |  |

| 21 tháng 4 năm 2021 43 | Huddersfield Town | 0-1      | Barnsley                             | Huddersfield                                                                    |  |
| 19:45 BST              | Hogg 21'          | Chi tiết | Andersen 59' · Dike 65' · Morris 85' | Sân vận động: Sân vận động John Smith’s Lượng khán giả: 0 Trọng tài: David Webb |  |

| 24 tháng 4 năm 2021 44 | Barnsley                            | 1-0      | Rotherham United                                 | Barnsley                                                                   |  |
| 15:00 BST              | Morris 2' · Sibbick 65' · Halme 85' | Chi tiết | S. MacDonald 28' · Wood 45+1' · A. MacDonald 54' | Sân vận động: Sân vận động Oakwell Lượng khán giả: 0 Trọng tài: Gavin Ward |  |

| 1 tháng 5 năm 2021 45 | Preston North End                     | 2-0      | Barnsley               | Preston                                                          |  |
| 15:00 BST             | Storey 38' · Evans 49' · Whiteman 58' | Chi tiết | Helik 45+1' · Dike 72' | Sân vận động: Deepdale Lượng khán giả: 0 Trọng tài: Matt Donohue |  |

| 8 tháng 5 năm 2021 46 | Barnsley                                                  | 2-2      | Norwich City                | Barnsley                                                                   |  |
| 12:30 BST             | Chaplin 17', 43' · Woodrow 24' · Palmer 63' · Sibbick 66' | Chi tiết | Buendía 26', 90' · Idah 54' | Sân vận động: Sân vận động Oakwell Lượng khán giả: 0 Trọng tài: Josh Smith |  |

#### Play-off
| 17 tháng 5 năm 2021 Bán kết lượt đi | Barnsley | 0-1      | Swansea City  | Barnsley                                                       |  |
| 20:15 BST                           |          | Chi tiết | Ayew 39', 52' | Sân vận động: Sân vận động Oakwell Trọng tài: Geoff Eltringham |  |

| 22 tháng 5 năm 2021 Bán kết lượt về | Swansea City              | 1-1 (TTS 2-1) | Barnsley    | Swansea                                                                         |  |
| 18:30 BST                           | Grimes 39' · Fulton 90+6' | Chi tiết      | Woodrow 71' | Sân vận động: Sân vận động Liberty Lượng khán giả: 3.000 Trọng tài: John Brooks |  |

### Cúp FA
Lễ bốc thăm vòng Ba diễn ra vào ngày 30 tháng 11, với sự tham gia của tất cả các đội bóng Premier League và EFL Championship. Lễ bốc thăm vòng Bốn và vòng Năm diễn ra vào ngày 11 tháng 1, với sự dẫn dắt của Peter Crouch.
| 10 tháng 1 năm 2021 Third round | Barnsley                          | 2-0      | Tranmere Rovers | Barnsley                                                                        |  |
| 13:30 GMT                       | Helik 59' · Woodrow 90+5' (ph.đ.) | Chi tiết |                 | Sân vận động: Sân vận động Oakwell Lượng khán giả: 0 Trọng tài: Oliver Langford |  |

| 23 tháng 1 năm 2021 Fourth round | Barnsley   | 1-0      | Norwich City | Barnsley                                                                    |  |
| 15:00 GMT                        | Styles 56' | Chi tiết |              | Sân vận động: Sân vận động Oakwell Lượng khán giả: 0 Trọng tài: John Brooks |  |

| 11 tháng 2 năm 2021 Fifth round | Barnsley | 0-1      | Chelsea     | Barnsley                                                                        |  |
| 20:00 GMT                       |          | Chi tiết | Abraham 64' | Sân vận động: Sân vận động Oakwell Lượng khán giả: 0 Trọng tài: Martin Atkinson |  |

### Cúp EFL
Lễ bốc thăm vòng Một diễn ra vào ngày 18 tháng 8, trực tiếp trên Sky Sports, bởi Paul Merson. Lễ bốc thăm vòng Hai và vòng Ba được xác nhận vào ngày 6 tháng 9, trực tiếp trên Sky Sports bởi Phil Babb.
| 5 tháng 9 năm 2020 First round | Barnsley                                | 1-0      | Nottingham Forest | Barnsley                                                        |  |
| 15:00 BST                      | Williams 31' · Woodrow 49' · Simões 66' | Chi tiết |                   | Sân vận động: Oakwell Lượng khán giả: 0 Trọng tài: Marc Edwards |  |

| 15 tháng 9 năm 2020 Second round | Middlesbrough               | 0-2      | Barnsley                               | Middlesbrough                                                                       |  |
| 18:00 BST                        | Morsy 67' · Wood-Gordon 84' | Chi tiết | Schmidt 22' · Williams 34' · Halme 81' | Sân vận động: Sân vận động Riverside Lượng khán giả: 0 Trọng tài: Anthony Backhouse |  |

| 23 tháng 9 năm 2020 Third round | Chelsea                                                        | 6-0      | Barnsley    | Fulham                                                                 |  |
| 19:45 BST                       | Abraham 19' · Havertz 28', 55', 65' · Barkley 49' · Giroud 83' | Chi tiết | Collins 45' | Sân vận động: Stamford Bridge Lượng khán giả: 0 Trọng tài: Darren Bond |  |